# مدار ۱۳ درجه جنوبی
مدار ۱۳ درجه جنوبی، دایره‌ای از عرض جغرافیایی است که در ۱۳ درجهٔ جنوبی خط استوا قرار دارد.

## گذر از مناطق
از نصف‌النهار مبدأ شروع می‌شود و به سمت مشرق ۱۳ درجه جنوبی از موارد زیر گذر می‌کند:
| مختصات‌ها                                             | کشور، قلمرو یا دریا    | توضیحات |
| ---------------------------------------------------- | ---------------------- | --- |
| ۱۳°۰′ جنوبی ۰°۰′ شرقی / ۱۳٫۰۰۰°جنوبی ۰٫۰۰۰°شرقی      | اقیانوس اطلس           | |
| ۱۳°۰′ جنوبی ۱۲°۵۷′ شرقی / ۱۳٫۰۰۰°جنوبی ۱۲٫۹۵۰°شرقی   | آنگولا                 | |
| ۱۳°۰′ جنوبی ۲۲°۰′ شرقی / ۱۳٫۰۰۰°جنوبی ۲۲٫۰۰۰°شرقی    | آنگولا / زامبیا border | |
| ۱۳°۰′ جنوبی ۲۴°۲′ شرقی / ۱۳٫۰۰۰°جنوبی ۲۴٫۰۳۳°شرقی    | زامبیا                 | |
| ۱۳°۰′ جنوبی ۲۸°۴۹′ شرقی / ۱۳٫۰۰۰°جنوبی ۲۸٫۸۱۷°شرقی   | جمهوری دموکراتیک کنگو  | |
| ۱۳°۰′ جنوبی ۲۹°۴۸′ شرقی / ۱۳٫۰۰۰°جنوبی ۲۹٫۸۰۰°شرقی   | زامبیا                 | |
| ۱۳°۰′ جنوبی ۳۳°۰′ شرقی / ۱۳٫۰۰۰°جنوبی ۳۳٫۰۰۰°شرقی    | مالاوی                 | |
| ۱۳°۰′ جنوبی ۳۴°۱۹′ شرقی / ۱۳٫۰۰۰°جنوبی ۳۴٫۳۱۷°شرقی   | دریاچه مالاوی          | |
| ۱۳°۰′ جنوبی ۳۴°۴۶′ شرقی / ۱۳٫۰۰۰°جنوبی ۳۴٫۷۶۷°شرقی   | موزامبیک               | Passing through Pemba Bay |
| ۱۳°۰′ جنوبی ۴۰°۳۵′ شرقی / ۱۳٫۰۰۰°جنوبی ۴۰٫۵۸۳°شرقی   | اقیانوس هند            | کانال موزامبیک |
| ۱۳°۰′ جنوبی ۴۵°۸′ شرقی / ۱۳٫۰۰۰°جنوبی ۴۵٫۱۳۳°شرقی    | فرانسه                 | سرزمین‌های آن سوی دریاهای فرانسه of مایوت                                                                                                |
| ۱۳°۰′ جنوبی ۴۵°۹′ شرقی / ۱۳٫۰۰۰°جنوبی ۴۵٫۱۵۰°شرقی    | اقیانوس هند            | Mozambique Channel |
| ۱۳°۰′ جنوبی ۴۸°۵۴′ شرقی / ۱۳٫۰۰۰°جنوبی ۴۸٫۹۰۰°شرقی   | ماداگاسکار             | |
| ۱۳°۰′ جنوبی ۴۹°۵۳′ شرقی / ۱۳٫۰۰۰°جنوبی ۴۹٫۸۸۳°شرقی   | اقیانوس هند            | |
| ۱۳°۰′ جنوبی ۱۲۵°۴۹′ شرقی / ۱۳٫۰۰۰°جنوبی ۱۲۵٫۸۱۷°شرقی | دریای تیمور            | |
| ۱۳°۰′ جنوبی ۱۳۰°۸′ شرقی / ۱۳٫۰۰۰°جنوبی ۱۳۰٫۱۳۳°شرقی  | استرالیا               | قلمرو شمالی (استرالیا) |
| ۱۳°۰′ جنوبی ۱۳۶°۳۹′ شرقی / ۱۳٫۰۰۰°جنوبی ۱۳۶٫۶۵۰°شرقی | خلیج کارپنتاریا        | |
| ۱۳°۰′ جنوبی ۱۴۱°۳۵′ شرقی / ۱۳٫۰۰۰°جنوبی ۱۴۱٫۵۸۳°شرقی | استرالیا               | شبه‌جزیره کیپ یورک, کوئینزلند |
| ۱۳°۰′ جنوبی ۱۴۳°۳۱′ شرقی / ۱۳٫۰۰۰°جنوبی ۱۴۳٫۵۱۷°شرقی | دریای کورال            | گذرکردن از شمال جزایر تورس, وانواتو |
| ۱۳°۰′ جنوبی ۱۶۷°۴۷′ شرقی / ۱۳٫۰۰۰°جنوبی ۱۶۷٫۷۸۳°شرقی | اقیانوس آرام           | Passing north of جزیره والیس, والیس و فوتونا                                                                                            |
| ۱۳°۰′ جنوبی ۷۶°۳۰′ غربی / ۱۳٫۰۰۰°جنوبی ۷۶٫۵۰۰°غربی   | پرو                    | |
| ۱۳°۰′ جنوبی ۶۸°۵۸′ غربی / ۱۳٫۰۰۰°جنوبی ۶۸٫۹۶۷°غربی   | بولیوی                 | |
| ۱۳°۰′ جنوبی ۶۲°۴۷′ غربی / ۱۳٫۰۰۰°جنوبی ۶۲٫۷۸۳°غربی   | برزیل                  | روندونیا - حدود 3km |
| ۱۳°۰′ جنوبی ۶۲°۴۶′ غربی / ۱۳٫۰۰۰°جنوبی ۶۲٫۷۶۷°غربی   | بولیوی                 | حدود 12km |
| ۱۳°۰′ جنوبی ۶۲°۳۹′ غربی / ۱۳٫۰۰۰°جنوبی ۶۲٫۶۵۰°غربی   | برزیل                  | Rondônia ماتو گروسو گوییاس توکانتینس Goiás Tocantins Goiás باهیا - mainland, Itaparica Island and the mainland again (city of سالوادور) |
| ۱۳°۰′ جنوبی ۳۸°۲۶′ غربی / ۱۳٫۰۰۰°جنوبی ۳۸٫۴۳۳°غربی   | اقیانوس اطلس           | |